# Schiefer-Wackenweg
| Schiefer-Wackenweg | Schiefer-Wackenweg       |
| ------------------ | ------------------------ |
| Schiefer-Wackenweg |                          |
| Länge              | 11 Kilometer             |
| Bundesland         | Rheinland-Pfalz          |
| Region             | Landkreis Trier-Saarburg |
| Gemeinden          | Thomm, Herl, Fell        |

Der Schiefer-Wackenweg im Landkreis Trier-Saarburg ist eine Traumschleife des Saar-Hunsrück-Steiges, der im nördlichen Saarland und im Hunsrück verläuft.
Der Rundwanderweg startet in Thomm am Bürgerhaus. Er verläuft am Dorfbrunnen und am alten Thommer Born vorbei in östlicher Richtung an der ehemaligen Thommer Mühle am Thommerbach vorbei zu den Herler Wacken bei Herl. Weitere Stationen sind die Feller Hofgrube, der ehemalige Steinbruch Vogelsberg, das Besucherbergwerk Fell, das ehemalige Betonsteinwerk Fell der Reichsgrafen von Kesselstatt, die ehemalige Thommer Schiefergrube Thommerberg, die Jungenwaldhütte Thomm und wieder zurück nach Thomm.
Der Schiefer-Wackenweg wurde seit 2009 mehrfach vom Deutschen Wanderinstitut als Premiumweg zertifiziert.
Ein Wohnmobilstellplatz befindet sich am Nossernbach in der Nähe des Besucherbergwerkes Fell.
2020 und 2021 wurden durch den Heimat- und Verkehrsverein Thomm an vielen markanten Punkten des Weges bebilderte Informationstafeln angebracht.
So wird beispielsweise im Noßertal auf den alten Minenweg hingewiesen oder am Kongeltbach auf den alten Wasserbunker.

## Bilder

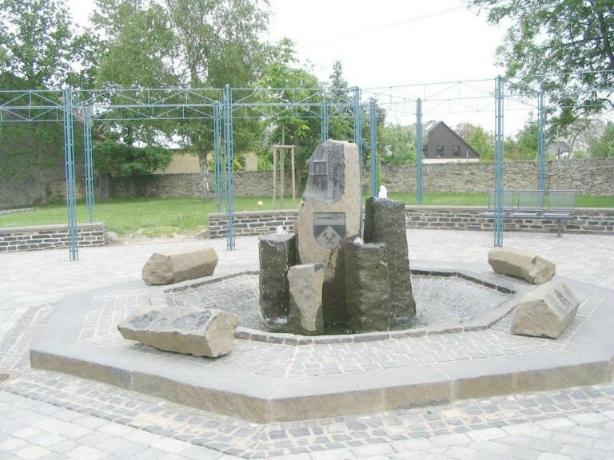
Dorfbrunnen in Thomm
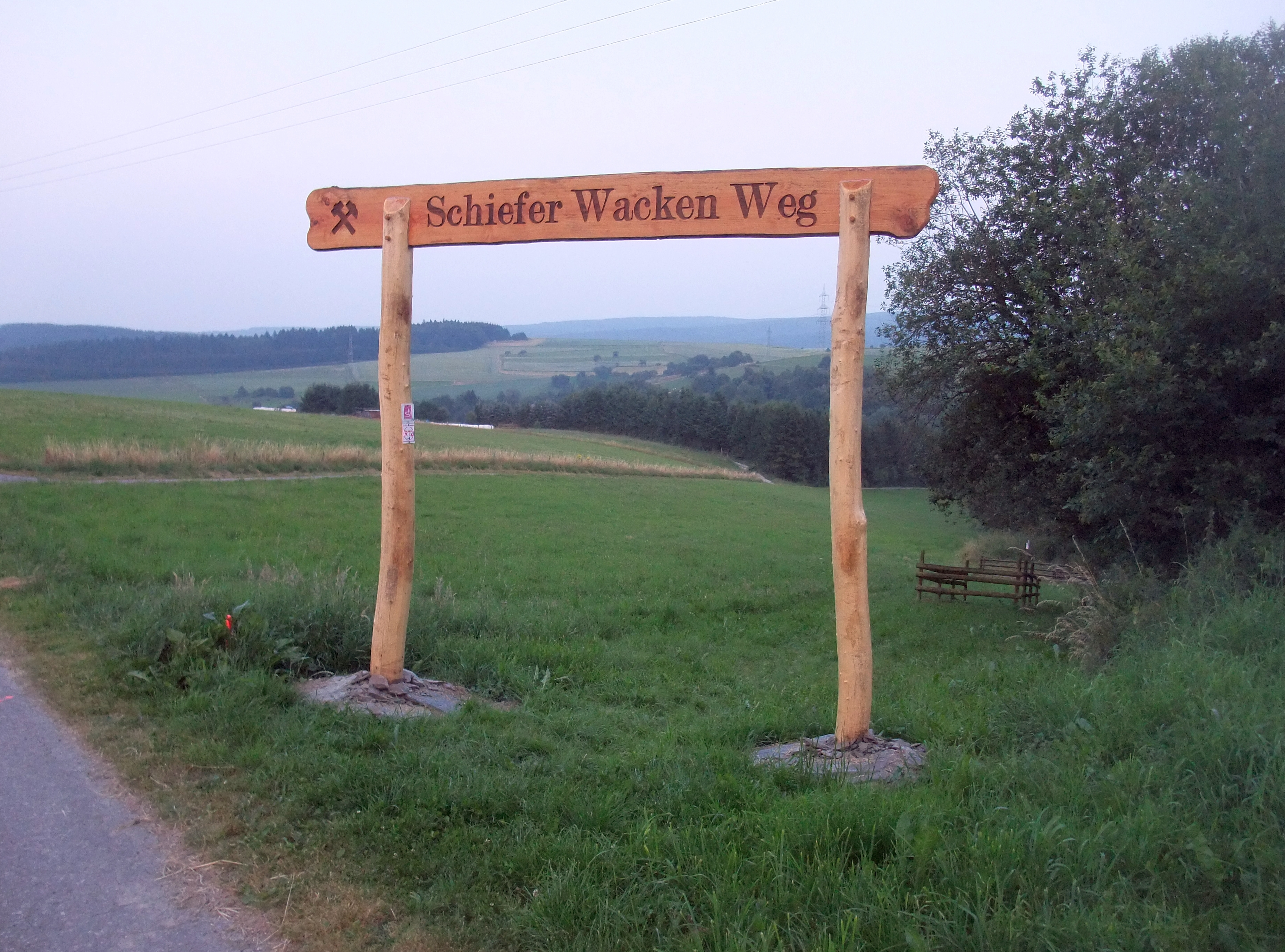
Holzschild am Thommer Born
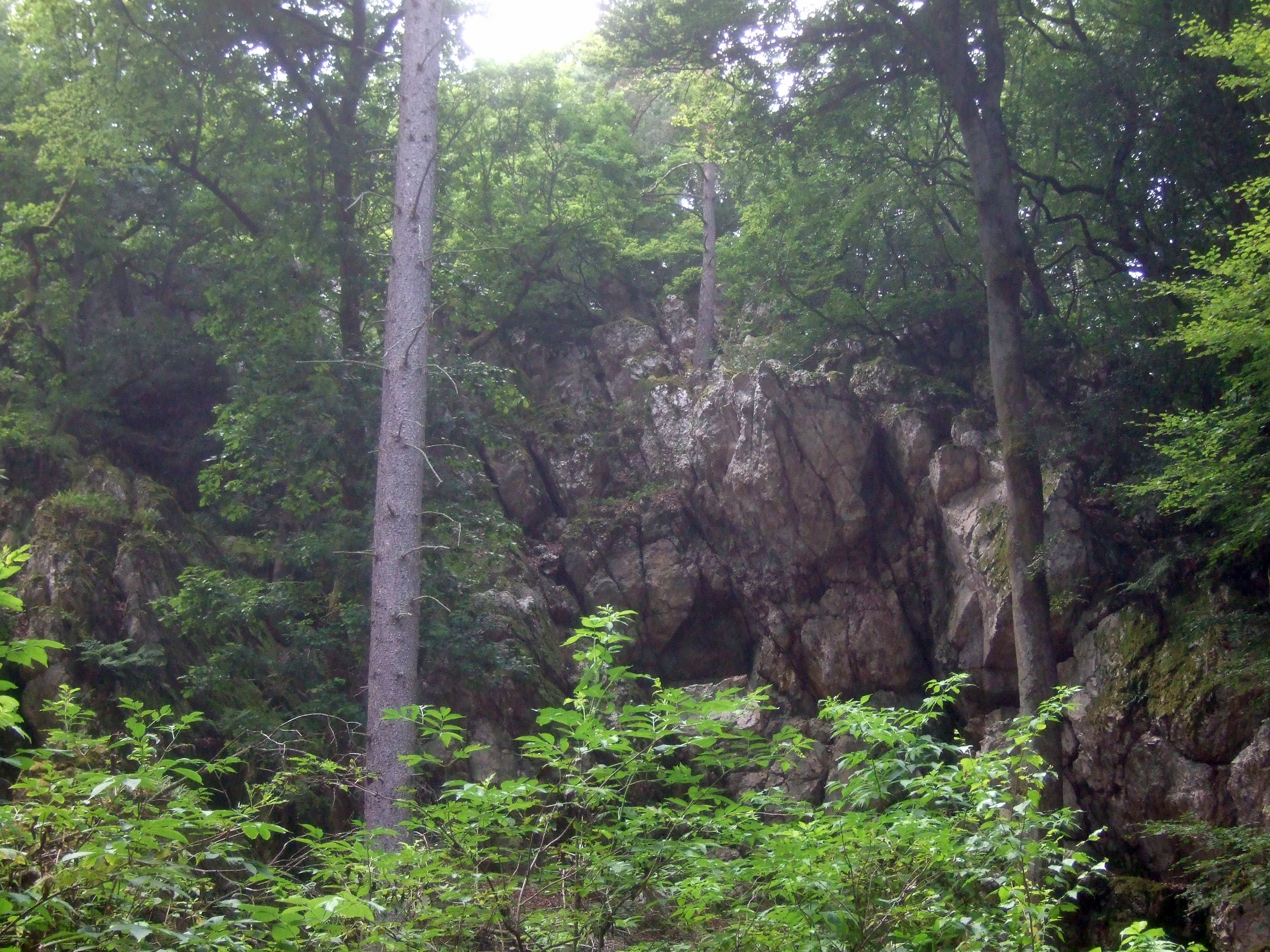
Herler Wacken
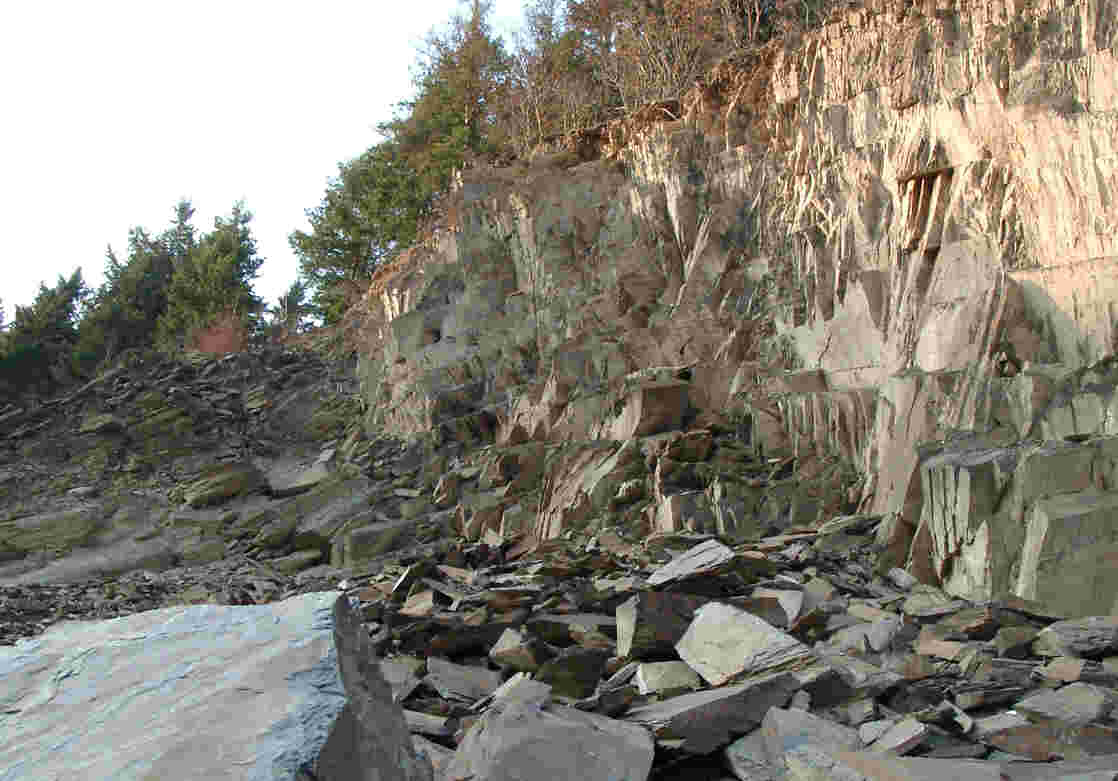
ehem. Steinbruch Vogelsberg
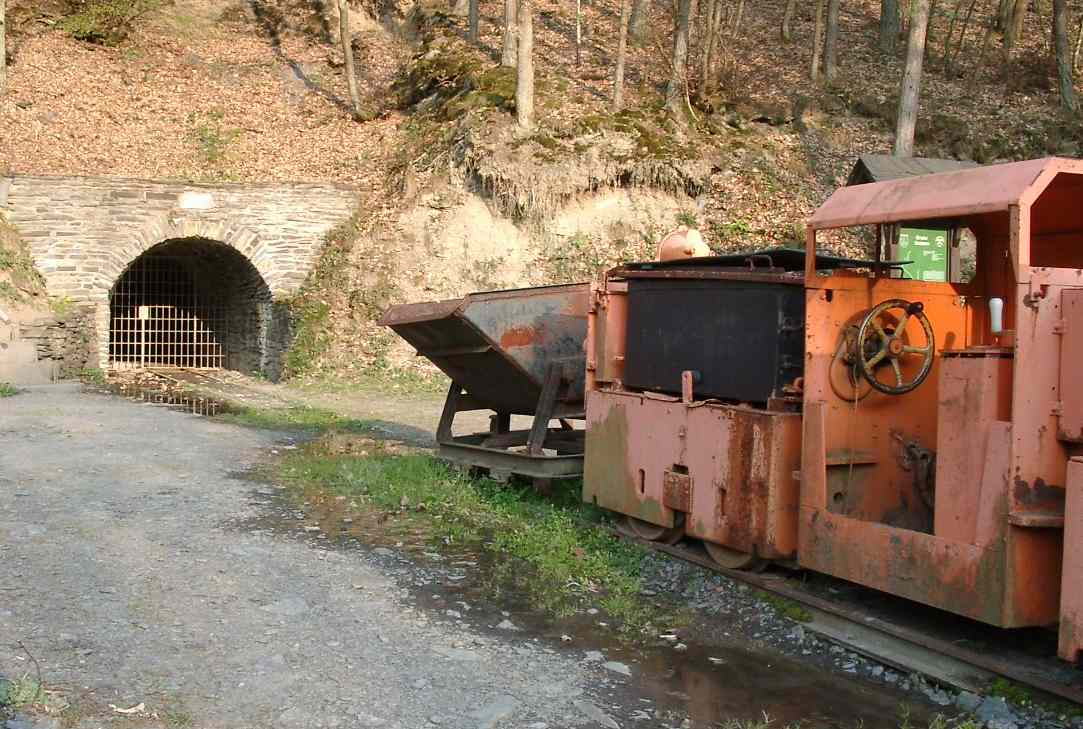
Besucherbergwerk Fell